# Classe Lord Clive (monitore)
La classe Lord Clive, anche detta classe General Wolfe, fu una classe di monitori progettati per il bombardamento costiero costruiti dalla Royal Navy durante la prima guerra mondiale.

## Progetto
Il lento progresso della prima guerra mondiale portò alla necessità di più bombardamenti costieri; furono quindi considerate diverse opzioni per utilizzare cannoni pesanti d'avanzo. I cannoni di calibro più grande, come i 343 mm e i 381 mm, non avevano affusti disponibili e fu quindi deciso di utilizzare come armamento principale per una classe di monitori le torrette binate da 305 mm recuperate dalle corazzate pre-dreadnought radiate classe Majestic.
Le navi furono ordinate dopo l'inizio della costruzione della classe Abercrombie e la forma dello scafo ne era una ripetizione quasi identica. Per la protezione da cacciatorpediniere e torpediniere le navi ricevettero cannoni a fuoco rapido, fino ad un massimo di quattro da 152 mm.

## Unità
Le navi classe Lord Clive ricevettero tutte nomi di personalità di spicco dell'esercito, invece che della Royal Navy come di norma. Questo era già stato fatto per la classe Abercrombie.
| Nome                 | da | Costruttore                         | Varo           | Servizio e destino finale                                                                                                 |
| -------------------- | --- | ----------------------------------- | -------------- | --- |
| Lord Clive           | Robert Clive, comandante britannico in India per conto della Compagnia della Indie Orientali                               | Harland and Wolff, Belfast          | Giugno 1915    | Servì nella squadra monitori di Dover e dopo la guerra come piattaforma per la prova di nuovi cannoni. Demolita nel 1927. |
| General Craufurd     | Robert Craufurd, comandante della divisione leggera di Wellington durante la guerra d'indipendenza spagnola                | Harland and Wolff, Belfast          | Luglio 1915    | Servì nella squadra monitori di Dover. Demolita nel 1921.                                                                 |
| Earl of Peterborough | Charles Mordaunt, III conte di Peterborough, comandante dell'esercito britannico durante la guerra di successione spagnola | Harland and Wolff, Belfast          | Agosto 1915    | Servì nel Mediterraneo. Demolita nel 1921.                                                                                |
| Sir Thomas Picton    | Thomas Picton, generale britannico durante le guerre napoleoniche                                                          | Harland and Wolff, Belfast          | 1915           | Servì nel Mediterraneo. Demolita nel 1921.                                                                                |
| Prince Eugene        | Eugenio di Savoia, condottiero del Sacro Romano Impero durante la guerra di successione spagnola                           | Harland and Wolff, Govan            | Settembre 1915 | Servì nella squadra monitori di Dover. Demolita nel 1921.                                                                 |
| Prince Rupert        | Rupert del Palatinato, comandante in capo della Cavalleria Reale durante la guerra civile inglese                          | William Hamilton & Co, Port Glasgow | Maggio 1915    | Servì nella squadra monitori di Dover. Demolita nel 1923.                                                                 |
| Sir John Moore       | John Moore, generale britannico durante la guerra d'indipendenza spagnola                                                  | Scotts, Greenock                    | Maggio 1915    | Servì nella squadra monitori di Dover. Demolita nel 1921.                                                                 |
| General Wolfe        | James Wolfe, comandante britannico nella guerra dei sette anni                                                             | Palmers, Newcastle                  | Settembre 1915 | Servì nella squadra monitori di Dover. Demolita nel 1921.                                                                 |

## Conversione a calibro 457 mm
Tre delle navi, la HMS General Wolfe, Lord Clive e Prince Eugene, furono convertite per ospitare i cannoni da 457 mm inizialmente destinati alla HMS Furious. I cannoni furono montati a poppa, permanentemente fissati per fare fuoco sulla fiancata di dritta. L'affusto consisteva in due enormi travi parallele al cannone, tra le quali era appesa la bocca da fuoco. All'estremità dalle bocca si trovava un supporto su cui il cannone poteva essere spostato con un arco limitato; un cilindro idraulico porteva spostare il cannone fino a 10 gradi rispetto alla linea di simmetria dell'affusto. Il cannone veniva caricato all'angolo di alzo fisso di 10 gradi, ma il tiro poteva avvenire solo tra i 22 e i 45 gradi, per distribuire le forze dello sparo in maniera simmetrica sui supporti. L'affusto era coperto da una grande lastra continua d'acciaio da 13 mm fissata al ponte. Gli enormi proietti e cariche venivano trasportati fino al cannone con un sistema su binari fissati sul ponte.
Il lavoro era stato completato solo su due navi quando la guerra finì; la conversione sulla Prince Eugene non era ancora stata terminata. Entrambe le navi modificate presero parte ad azioni di guerra. La torretta originale da 305 mm fu lasciata in posizione per mantenere la stabilità.
Il 28 settembre 1918 la General Wolfe aprì il fuoco su un ponte ferroviario a Snaeskerke, 6 km a sud di Ostenda, in Belgio. La gittata di 33 km la rende la distanza più lunga a cui una nave della Royal Navy abbia mai ingaggiato un bersaglio con cannoni. La Lord Clive sparò solo quattro colpi con il suo nuovo cannone verso bersagli nemici.
I cannoni utilizzati avevano la seguente provenienza:
- Il cannone della torretta poppiera della Furious fu montato sulla Prince Eugene;
- Il cannone della torretta prodiera della Furious fu montato sulla General Wolfe;
- Il cannone montato sulla Lord Clive era di ricambio.